# Super Double Dragon
Super Double Dragon, conosciuto in Giappone come Return of Double Dragon (リターン・オブ・双截龍?, Ritān Obu Daburu Doragon), è un videogioco picchiaduro a scorrimento uscito nel 1992 per Super Nintendo. Fa parte della serie di Double Dragon.

## Trama
Come nei giochi precedenti, il giocatore prende il controllo di uomini che praticano le arti marziali, infatti si può scegliere tra Billy e Jimmy, che sono in lotta contro la gang di nome Shadow Warriors.

## Modalità di gioco
Nel gioco si possono usare le mosse: calcio/pugno, il salto e un pulsante per bloccare gli attacchi, che nelle precedenti versione non c'era.
Premendo a lungo il tasto "pugno" è possibile (a seconda di quanto lo si tiene premuto) caricare una barra di energia supplementare che può caricare un colpo unico che manda a tappeto l'avversario (barra tra inizio e metà), far effettuare una sorta di calcio volante rotante sequenziale (barra tra metà e completa). Se la barra si carica tutta, il personaggio apparirà più aggressivo e potrà sferrare e atterrare con un sol colpo gli avversari (per un periodo limitato).
Sono state introdotte nuove armi, come ad esempio un boomerang.

## Livelli
Il gioco ha sette livelli:
1. Il casinò
2. L'aeroporto
3. La palestra di arti marziali
4. Un camion in movimento
5. La bidonville
6. Il bosco
7. Il nascondiglio del boss